# Riedholz
Riedholz é uma comuna da Suíça, situada no distrito de Lebern, no cantão de Soleura. Tem 7,20 km² de área e sua população em 2018 foi estimada em 2.310 habitantes.